# برکه خلاش

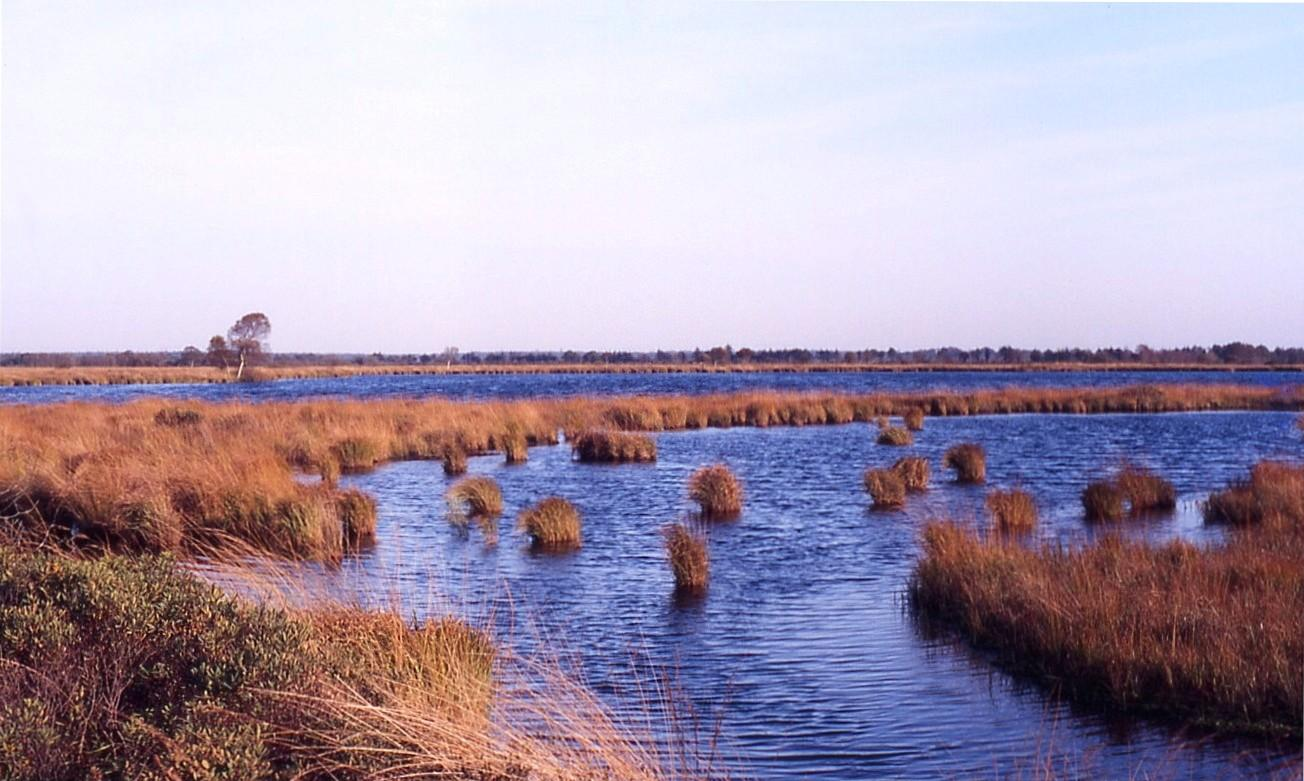
Dobbe، یک کُلک خلاش در ذخیره‌گاه طبیعی Ewiges Meer

برکه خلاش (به انگلیسی: Bog pond) یک پیکره آبی در وسط یک خلاش برآمده یا گنبدی است که در گذشته در پوده‌زار نفوذی نیز وجود داشت (Durchströmungsmooren). به آن استخر خلاش، چشم خلاش، کُلک خلاش یا تنها کُلک نیز گفته می‌شود.
برکه‌های خلاش وجود خود را مدیون رشد پیکره خلاش هستند و بنابراین منشأ بیوژنیک دارند.